# Neo-noir
Neo-noir é um subgênero de film noir que se utiliza de grande parte dos elementos da filmografia noir mas com o acréscimo de temas, conteúdos, estilos, elementos visuais ou meios ausentes nos primeiros   filmes noir, realizados nas décadas de 1940 e 1950.
Como neologismo, neo-noir é definido por Mark Conard como "qualquer filme posterior ao clássico período noir mas que contém temas e a sensibilidade noir".

## História
A locução film noir (em francês, 'filme escuro', uma alusão à iluminação quase sempre insuficiente dos antigos filmes policiais, de baixo orçamento) foi cunhado pelo crítico de cinema Nino Frank em 1946, mas foi raramente usado por cineastas, críticos e fãs até algumas décadas mais tarde. A era clássica do cinema  noir é geralmente datada entre o início da década de 1940 e o final dos anos 1950. Tipicamente, são  filmes policiais americanos ou de suspense psicológico, com alguns temas e enredos comuns e muitos elementos visuais distintos. Os personagens eram, muitas vezes, anti-heróis em conflito entre desesperadas escolhas sistemas morais, eventualmente niilistas. Elementos visuais próprios incluem baixa iluminação e exploração dramática de contrastes entre  luz e sombra, além de  posicionamentos incomuns da câmera. Tanto noir como o neo-noir são, muitas vezes, produções de baixo custo.
Por volta dos anos 1970, os críticos de cinema começaram a considerar  neo-noir como um subgênero. No entanto, o uso dos termos noir,  post-noir ou hard boiled não é consensual entre os críticos e profissionais do cinema, dada a falta de clareza dos respectivos significados. Por exemplo, James M. Cain, autor do livro que inspirou o filme The Postman Always Rings Twice e considerado um escritor de ficção hard-boiled, dizia:  "não pertenço a nenhuma escola - hard-boiled ou não - e acredito que essas chamadas escolas existam, principalmente, na imaginação dos críticos e tenham pouca correspondência com a realidade."
Segundo o escritor Robert Arnett, o neo-noir se tornou tão amorfo como gênero ou movimento, que qualquer filme com um detetive ou crime pode ser isso.

## Filmesneo-noir
- 1973 : O Perigoso Adeus (The Long Goodbye) de Robert Altman
- 1974 : Chinatown de Roman Polanski
- 1975 : O Último dos Valentões (Farewell, My Lovely) de Dick Richards
- 1976 : Taxi Driver de Martin Scorsese
- 1978 : A Arte de Matar (The Big Sleep) de Michael Winner (remake)
- 1981 : Corpos Ardentes (Body Heat) de Lawrence Kasdan
- 1984 : Gosto de Sangue (Blood Simple) de Joel Coen
- 1985 : O Ano do Dragão (Year of the Dragon) de Michael Cimino
- 1986 : Veludo Azul (Blue Velvet) de David Lynch
- 1987 : Coração Satânico (Angel Heart) de Alan Parker
- 1990 : Ajuste Final (Miller's Crossing) de Joel e Ethan Coen
- 1990 : Os Imorais (The Grifters) de Stephen Frears
- 1991 : Voltar a Morrer (Dead Again) de Kenneth Branagh
- 1995 : Seven de David Fincher
- 1996 : Ligadas Pelo Desejo (Bound) de Lilly e Lana Wachowski
- 1997 : Los Angeles - Cidade Proibida (L.A. Confidential) de Curtis Hanson
- 1997 : A Estrada Perdida (Lost Highway) de David Lynch
- 1997 : Reviravolta (U-Turn) de Oliver Stone
- 1998 : O Advogado dos 5 Crimes (A Murder of Crows) de Rowdy Herrington
- 1998 : Olhos de Serpente (Snake eyes) de Brian De Palma
- 1998 : Um Plano Simples (A Simple Plan) de Sam Raimi
- 1999 : 8 Milímetros (8mm) de Joel Schumacher
- 1999 : O Troco (Payback) de Brian Helgeland
- 2001 : O Homem Que Não Estava Lá (The Man Who Wasn't There) de Joel Coen
- 2002 : Cidade dos Sonhos (Mulholland Drive) de David Lynch
- 2005 : A Ponta de um Crime (Brick) de Rian Johnson
- 2005 : Marcas da Violência (A History of Violence) de David Cronenberg
- 2005 : Dália Negra (The Black Dahlia) de Brian De Palma
- 2006 : O segredo de Berlim (The Good German) de Steven Soderbergh
- 2007 : Senhores do Crime (Eastern Promises) de David Cronenberg
- 2007 : Film noir de D. Jud Jones
- 2009 : Malone - Puxando o Gatilho (Give’em Hell, Malone) de Russell Mulcahy
- 2009 : Watchmen de Zack Snyder
- 2010 : Carancho de Pablo Trapero
- 2010 : Ilha do Medo (Shutter Island) de Martin Scorsese
- 2011 : Drive de Nicolas Winding Refn
- 2013 : O Lugar Onde Tudo Termina (The Place Beyond the Pines) de Derek Cianfrance
- 2014 : O Abutre (Nightcrawler) de Dan Gilroy
- 2014 : John Wick – De Volta ao Jogo de Chad Stahelski
- 2015 : Vício Inerente (Inherent Vice) de Paul Thomas Anderson
- 2017: Real de Lee Sa-rang
- 2017: Blade Runner 2049, de Denis Villeneuve
- 2020 : O Farol (The Lighthouse), de  Robert Eggers